# Cairnpapple Hill

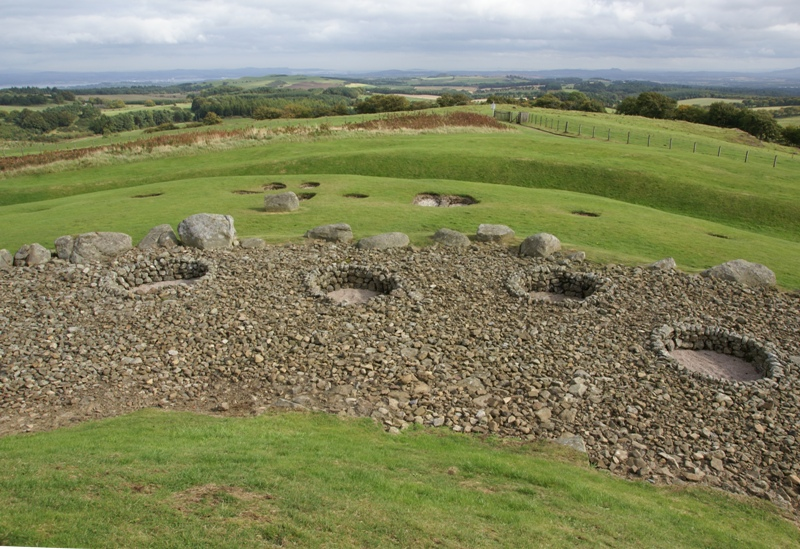
Kijkende richting het oosten. In de grote gaten bevonden zich palen die een scherm vormden ten tijde van het noordelijke graf. Erachter zijn de kleinere gaten te zien waarin de palen van de henge stonden. Daartussen bevinden zich de met wit grind gemarkeerde vroeg christelijke graven.

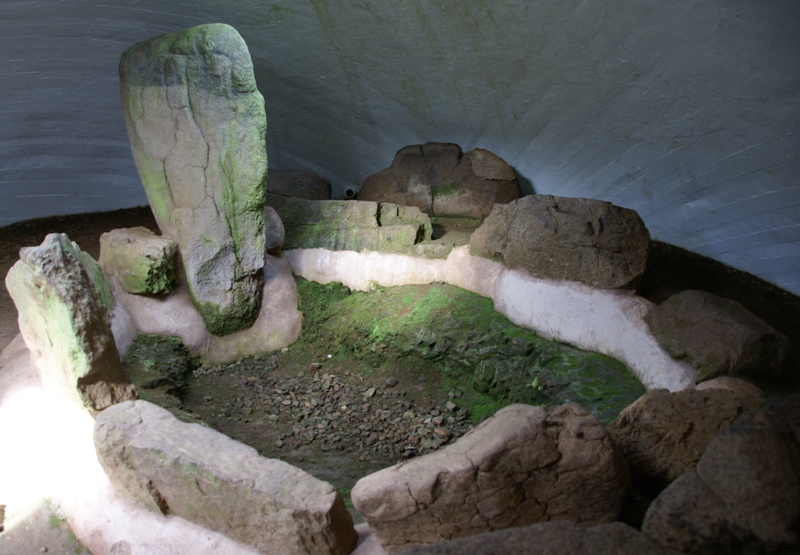
Het noordelijke graf, het oudste graf op Cairnpapple Hill.

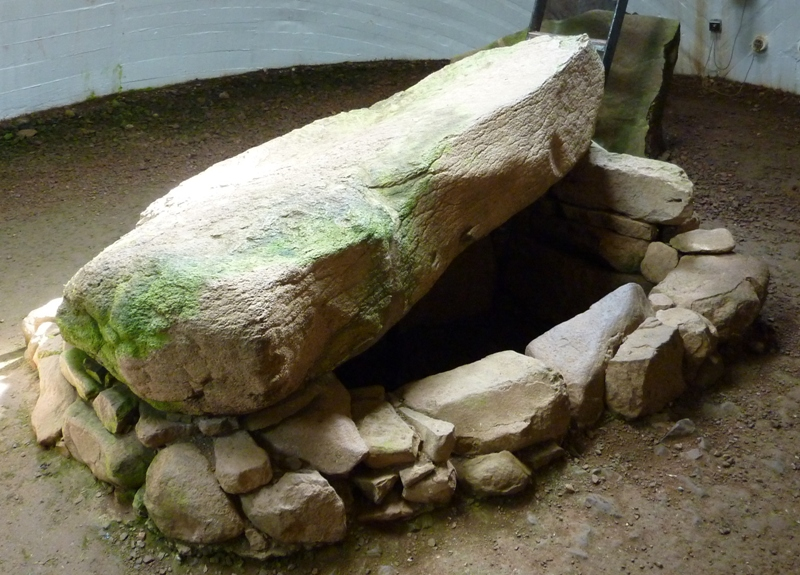
Stenen grafkist uit de tijd van de tweede cairn.

Cairnpapple Hill is een archeologische opgraving en heuvel gelegen in de Bathgate Hills in de Schotse regio West Lothian. De heuvel werd gebruikt voor ceremoniële doeleinden vanaf het neolithicum en als begraafplaats vanaf de bronstijd.

## Geschiedenis
Cairnpapple Hill werd gebruikt als focus voor sociale activiteiten vanaf het vierde millennium voor Christus tot het christelijke tijdperk.
De vroegst bekende menselijke activiteiten, bestaande uit het aanleggen van vuren en het achterlaten van aardewerkscherven en bijlen, stammen uit 3500 v.Chr.. Zes vuurplaatsen werden ontdekt.
Rond 3000 v.Chr. werd in henge-monument opgetrokken, dat vermoedelijk bedoeld was voor ceremoniële activiteiten.
In de bronstijd werd Cairnpapple Hill gebruikt als begraafplaats. Het is onbekend of de begraafplaats op deze plek het gevolg was van de ceremoniële activiteiten die hier in het neolithicum plaatsvonden. De begraafplaats bleef zo'n 2000 jaar lang in gebruik.
De meest recente graven stammen uit de post-Romeinse tijd.
In de periode 1947-1948 verrichtte archeoloog Stuart Piggot opgravingen op Cairnpapple Hill. Dit was de eerste henge in Schotland die met moderne wetenschappelijke methoden werd onderzocht.

## Bouw
De archeologische opgraving op Cairnpapple Hill is dusdanig ingericht dat de belangrijkste fasen van gebruik zijn te onderscheiden. Aan de zuidzijde bevindt zich een Nissenhut waar een tentoonstelling is opgezet.
Centraal op de heuvel bevindt zich een grafheuvel met daarin twee cairns. Deze worden beschermd door een moderne betonnen koepel. De oudste cairn, het noordelijke graf, stamt uit de bronstijd. De andere cairn bestaat uit enkele grote, platte stenen waarin zich twee stenen grafkisten (cists) bevinden.
De noordelijke cairn is uitgehakt in de rotsen en is 3,3 meter bij 2,7 meter groot. Aan het westelijk uiteinde van dit graf staat een massieve steen van 2,4 meter hoog. In het graf heeft een persoon in volledige lengte gelegen, omwikkeld in een grasmat of iets soortgelijks, met zijn gezicht vermoedelijk bedekt met een houten masker. Ook zijn in het graf een knuppel en twee aardewerken potten in de stijl van de klokbekercultuur aangetroffen.
Drie meter ten zuiden van het noordelijke graf bevindt zich de eerste stenen grafkist. Hierin is een aardewerken pot aangetroffen. De deksteen van de kist bevindt zich niet meer op de originele plaats, maar is een stuk opzij geschoven. Vlakbij ligt de tweede stenen kist, waarin zich de crematieresten hebben bevonden van een enkel mens. De cairn die deze twee graven heeft bedekt was 15 meter lang en is door 21 staande stenen, kerb stones, omringd geweest. Deze cairn is verwijderd en vervangen door de genoemde moderne betonnen koepel.
Aan de oostelijke zijde van de heuvel zijn een aantal gaten gemarkeerd waarin palen stonden die vermoedelijk een scherm hebben gevormd. Dit scherm is gebouwd rond dezelfde tijd als het noordelijke graf. De laatst gebouwde cairn omvat ook de twee eerder gebouwde cairns; het bijbehorende graf ligt noordoostelijk in de heuvel. Deze laatste en grootste cairn heeft een diameter van 30 meter. Twee urnen met menselijke crematieresten zijn in deze cairn gevonden.
Om de grafheuvel heen bevinden zich de buitenste aarden wal met greppel die hoorden bij het henge-monument. De aarden wal heeft een hoogte van 1,2 meter en heeft een diameter van zestig meter. De greppel was ongeveer een meter diep. Oorspronkelijk is er een noordelijke en een zuidoostelijke toegang geweest, elk van zo'n negen meter breed. Binnen de wal en greppel zijn 24 gaten met rood grind gemarkeerd waarin de houten palen hebben gestaan die de henge hebben gevormd. Gezien de diepte van de gaten zijn de palen vermoedelijk iets hoger dan manshoog geweest.
In de oostelijke helft van de henge bevinden zich vier oost-westelijk georiënteerde graven die
hoogstwaarschijnlijk vroeg christelijk zijn. In deze graven zijn geen botten of grafgiften aangetroffen. Deze graven zijn gemarkeerd met wit grind.